# Gebläsehalle (Ilsede)

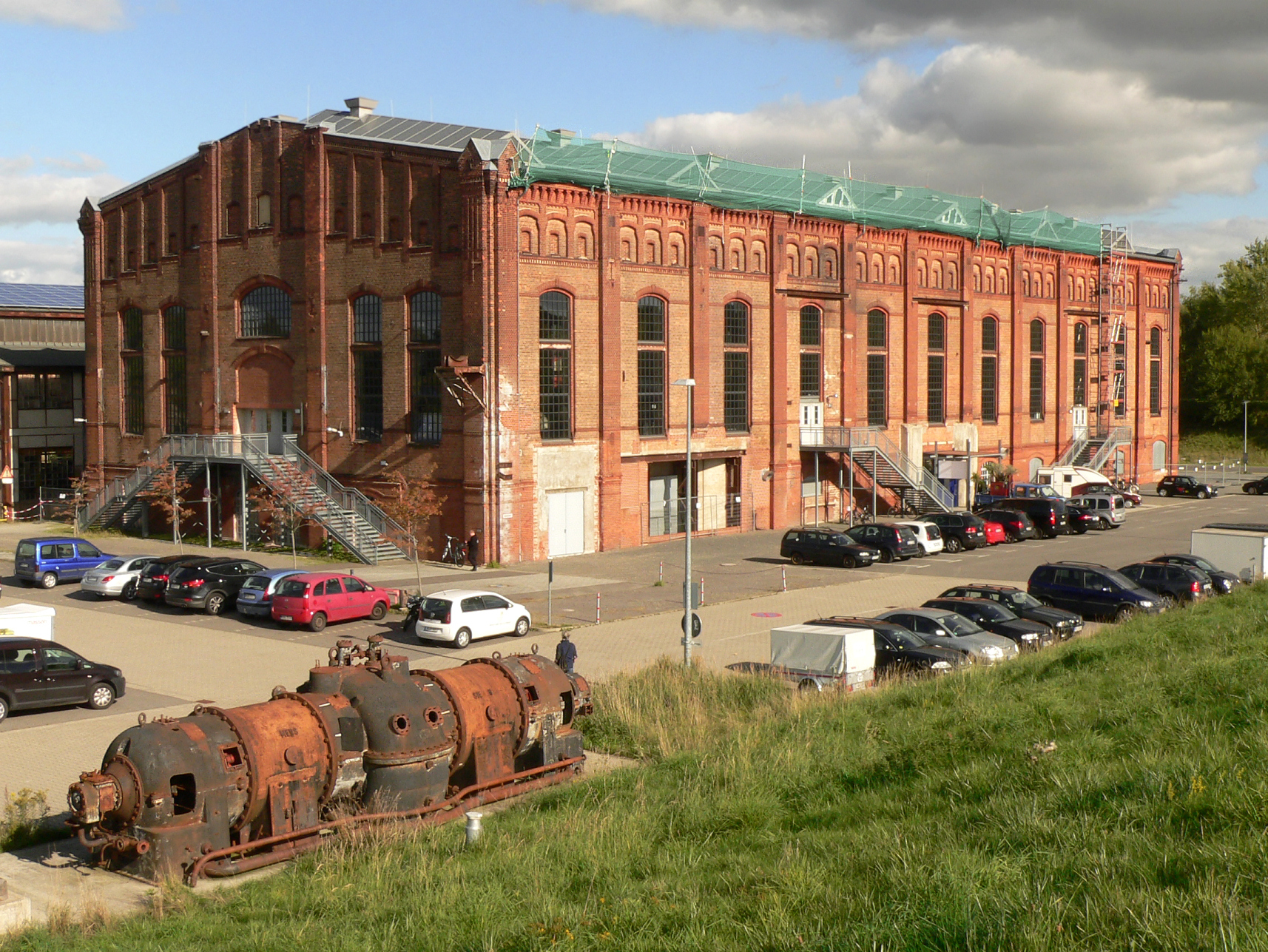
Frühere Gebläsehalle, davor eine Ljungströmturbine

Die Gebläsehalle ist eine 1904 erbaute Industriehalle in Ilsede im Landkreis Peine, in der heiße Luft für die Roheisenproduktion in den Hochöfen der Ilseder Hütte erzeugt wurde. Die Halle war bis zur Einstellung des Hochofenbetriebes 1983 in Betrieb. Heute dient das umgestaltete und unter Denkmalschutz stehende Bauwerk als Veranstaltungsstätte.

## Geschichte
Die Gebläsehalle ist Teil der 1858 gegründeten Ilseder Hütte, die der erste Gründungsstandort der späteren Salzgitter AG war. Die Halle wurde 1904 errichtet. In ihr komprimierten fünf gasbetriebene und fest eingebaute Kolbenmaschinen Luft (bis ca. 1200 °C), die zur Roheisenproduktion in den Hochöfen des Hüttenwerks benötigt wurde.
Nachdem die Ilseder Hütte den Zweiten Weltkrieg ohne größere Schäden überstanden hatte, wurden in den 1950er Jahren weitreichende Investitionen und Modernisierungen getätigt. In den 1960er Jahren wurden zudem drei moderne Axialverdichter als Ersatz in die Gebläsehalle eingebaut, von denen heute noch Reste zweier Anlagen in der Halle zu sehen sind. Da in den 1980er Jahren die lokale Erzgewinnung zu teuer wurde und auch der weltweite Stahlpreis drastisch sank, wurde das Hüttenwerk 1983 stillgelegt. 1995 erfolgte auch die Stilllegung von Kraftwerk, Kokerei und Nebenanlagen. Seither ist das Gelände der ehemaligen Ilseder Hütte Niedersachsens größte Industriebrache.

## Heutige Nutzung
Die Gebläsehalle wird nach Umbau- und Modernisierungsmaßnahmen seit 2009 als Veranstaltungsstätte mit einer Nutzfläche von rund 2000 m² genutzt. Die Halle besteht aus einem ebenerdigen Foyer und einer 12 m hohen und säulenfreien Halle im 1. Stock. Es finden für bis zu 2000 Besucher verschiedenartige Veranstaltungen statt, wie Musikkonzerte, Ausstellungen, Partys, Galas, Messen und Tagungen. Zwischen 2009 und 2014 waren dies rund 230 Veranstaltungen in und um die Halle.
Vom 16. Oktober 2015 bis zum 31. März 2016 wurde die Gebläsehalle im Rahmen der Amtshilfe durch den Landkreis Peine für das Land Niedersachsen als Erstaufnahmeeinrichtung für Flüchtlinge genutzt. Während dieses Zeitraumes waren dort bis zu 500 Menschen gleichzeitig untergebracht.